# Княгинино (Владимирская область)
Княгинино — деревня в Ковровском районе Владимирской области России, входит в состав Новосельского сельского поселения.

## География
Деревня расположена в 18 км на юг от центра поселения посёлка Новый и в 22 км на юго-запад от райцентра города Ковров.

## История
В XIX — первой четверти XX века деревня входила в состав Клюшниковской волости Ковровского уезда. В 1859 году в деревне числилось 18 дворов, в 1905 году — 21 дворов, в 1926 году — 31 дворов.
С 1929 года деревня входила в состав Мартемьяновского сельсовета Ковровского района, с 1940 года — в составе Крутовского сельсовета, с 2005 года — в составе Новосельского сельского поселения.

## Население
| 1859 | 1905 | 1926 | 2002 | 2010 | 2021 |
| ---- | ---- | ---- | ---- | ---- | ---- |
| 154  | ↗173 | ↘155 | ↘15  | ↘13  | ↗14  |